# Caramelldansen

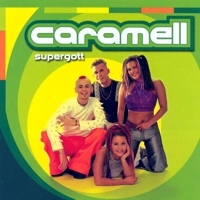
Capa do álbum Supergott

Caramelldansen (em sueco, "A Dança Caramell") é a primeira faixa e primeiro single do álbum Supergott, lançado em novembro de 2001 pelo grupo de música sueco Caramell. É também um popular meme da internet que começou no segundo semestre de 2006 na comunidade 4chan, também na internet. 
O meme foi feito de um jovem, com um flash de 15 quadros por segundo de animação, mostrando Mai e Mii, personagens da visual novel japonesa Popotan fazendo uma dança de balanço do quadril, com as mãos sobre suas cabeças para imitar orelhas de coelho. Caramelldansen é cantada por Malin e Katia, do grupo sueco Caramell. A versão acelerada da canção é agora conhecida como Caramelldansen (SpeedyCake Remix).
Com o clipe sueco, a canção virou um meme e ficou popular na internet americana.
Em 2 de março de 2009, Caramelldansen chegou a receber o prêmio de single do ano na 23ª Japan Gold Disc Award.